# El monstruo de Údine
El monstruo de Údine es el nombre utilizado por los medios de comunicación italianos para referirse al autor o autores nunca identificados de una serie de asesinatos ocurridos entre 1971 y 1989 en Údine en la región de Friul-Venecia Julia. 
Las víctimas atribuidas a un único asesino en serie fueron cuatro, aunque hubo diez muertes más que pudieron haber sido cometidas por la misma persona o por otras distintas, sin que existan conclusiones al respecto.
La mayor parte de las víctimas eran prostitutas. El criminal nunca llegó a ser identificado y tampoco se encontró el arma homicida.

## Los hechos
Entre 1971 y 1989 se produjo en Údine el homicidio de catorce mujeres, doce de ellas prostitutas, cuyos casos quedaron sin resolver. Cuatro de los casos, según el modus operandi de los asesinatos, hizo sospechar que pudieran ser obra del mismo individuo. Para los demás casos, la manera de actuar fue distinta, por lo que la atribución a un único autor resultó más difícil debido también a que en aquella época en el Friul la prostitución era bastante frecuente por causa de los numerosos cuarteles militares que había en la zona, y los asesinatos podían ser responsabilidad de las organizaciones criminales que explotaban a las mujeres.
La secuencia de asesinatos atribuibles con seguridad al «monstruo» se inicia el 19 de febrero de 1980 cuando se encuentra el cadáver de Maria Carla Bellone, de 18 años, en Pradamano. La seguirían Luana Giamporcaro, de 22 años, el 24 de enero de 1983 y Aurelia Januschewitz, de 42 años, el 3 de marzo de 1985. La serie se interrumpe con Marina Lepre, de 40 años, maestra, empleada en una compañía de seguros, cuyo cadáver se encuentra abandonado sobre el lecho de un arroyo en las afueras de Údine, el 26 de febrero de 1989.
Las cuatro víctimas presentaban una larga y precisa incisión post mortem que recorría el vientre hasta el pubis, evitando el ombligo, y numerosas heridas en el cuello y la garganta.
Por el asesinato de Marina Lepre se detuvo unos días después, merodeando cerca del lugar del delito a un médico ginecólogo sexagenerio,  esquizofrénico, que nunca había ejercido, fallecido en 2006,  y poco tiempo después del arresto excluido de la investigación por falta de pruebas.
Durante las pesquisas, la policía especuló con la posibilidad de que hubiera varios asesinos, uno que actuaba con el bisturí y otro u otros que estrangulaban a prostitutas. A pesar de que a lo largo de veinte años se realizaron algunas detenciones, las investigaciones nunca dieron resultado y la incógnita se ha mantenido en el tiempo.
El 15 de marzo de 2019, la Fiscalía de Údine admitió la solicitud de reapertura de las investigaciones por los asesinatos, promovida por la abogada Federica Tosel en representación de familiares de dos de las víctimas, Maria Luisa Bernardo y Maria Carla Bellone.

## Las víctimas
Confirmadas
Los investigadores aseguraron que al menos cuatro de las víctimas fueron asesinadas siguiendo el mismo patrón y un «ritual» similar, lo que permitió confirmar la autoría de una sola persona. Según los resultados de las pericias forenses, en los casos examinados, el vientre de las mujeres se sajó desde el abdomen hasta el pubis con un objeto afilado, posiblemente un bisturí. La manera como estaba hecha la incisión era similar a la realizada en obstetricia, lo que condujo a sospechar que el autor pudiera ser médico. Las mujeres asesinadas fueron:
- Maria Carla Bellone, una prostituta, de 19 años (19 de febrero de 1980).
- Luana Giamporcaro, una prostituta, de 22 años (24 de enero de 1983).
- Aurelia Januschewitz, una prostituta, de 42 años (3 de marzo de 1985).
- Marina Lepre, maestra, de 40 años (26 de febrero de 1989).

Supuestas
- Irene Belletti, 35 años, asesinada con una serie de puñaladas en varios puntos del cuerpo el 21 de septiembre de 1971.
- Elsa Moruzzi, 52 años, estrangulada el 6 de noviembre de 1972.
- Eugenia Tilling, asesinada de varias cuchilladas en la garganta en diciembre de 1975.
- Maria Luisa Bernardo, 26 años, muerta por apuñalamiento en varios puntos del cuerpo el 21 de septiembre de 1976; la policía contempló la posible relación con el asesinato de Irene Belletti.
- Jaqueline Brechbullher, 46 años, muerta a navajazos el 3 de octubre de 1979.
- Wilma Ghin, 18 años, su cadáver carbonizado se encontró en una escombrera en Gradisca de Sedegliano en marzo de  1980. Por este crimen se detuvo a un joven pullés que sería exculpado al poco tiempo.
- Maria Bucovaz, 44 años, estrangulada con una media de nailon el 22 de mayo de 1984.
- Matilde Zanette, asesinada en septiembre de 1984. Se detuvo a Gianluigi Sebastianis.
- Stojanka Joksimovic, 42 años, estrangulada el 29 de diciembre de 1984.
- Nicla Perabò, estrangulada en septiembre de 1991. Por este asesinato se detuvo a Bruno Leita.[9]